# Kingdom Hearts Coded
Kingdom Hearts Coded (キングダム ハーツ コーデッド, Kingudamu Hātsu Kōdeddo) é um jogo eletrônico RPG de ação e quebra-cabeça desenvolvido e publicado pela Square Enix. É o quarto título da série Kingdom Hearts e foi lançado originalmente para celulares NTT DoCoMo exclusivamente no Japão em novembro de 2008. Uma recriação para Nintendo DS intitulada Kingdom Hearts Re:coded foi lançada no Japão em outubro de 2010 e na América do Norte e Europa em janeiro de 2011.

## Enredo
A História se passa depois dos eventos de Kingdom Hearts II, depois que King Mickey, Donald, Goofy (Pateta) e Jiminy Cricket voltaram para o Disney Castle. Jiminy estava organizando seu jornal, e encontrou uma mensagem que ele não escreveu: "We must return to free them from their torment" (PT: "Nós devemos voltar para libertalos dos seus tormentos"). King Mickey investigou esta mensagem, e digitou no computador, mas teve problemas com alguns "bugs", então criou o Data Sora para destruí-los. Este usa as mesmas roupas que o Sora no Kingdom Hearts, e no mundo virtual ele visita todos os mundos que o Sora visitou nos eventos de Kingdom Hearts, inclusive o Castle Oblivion. King Mickey tambem vai para o Mundo Virtual para ajudar Data Sora em vários mundos.

## Personagens
Nesse Kingdom Hearts pode-se notar a presença dos personagens: Sora (no jogo mais conhecido como Data Sora),King Mickey (Rei Mickey), Donald, Goofy (Pateta) e Jiminy Cricke, tendo sempre como protagonista, Sora.

## Jogabilidade
Coded é um jogo de puzzle (enigmas/passatempos) e com alguns elementos de ação. Acredita-se que a ação neste jogo vai ser semelhante à dos anteriores, como um RPG de ação, e que vá ter uma interface simples. Este jogo também vai incluir alguns mini-jogos e elementos de plataforma. O jogo vai ter gráficos em 3D, com cenários em 3D e personagens em 2D. Outro elemento da jogabilidade é o "crash mode", no qual Sora ficará temporariamente com mais agilidade.
O primeiro trailer mostrou Sora em um lugar com blocos pretos e vermelhos flutuantes. Batalhas apresentarão uma característica em que se remove os blocos para avançar na direção dos inimigos. Os blocos também vão ser usados para resolver puzzles ou ir para lugares mais altos.

## Desenvolvimento
Coded foi dirigido por Tetsuya Nomura e co-dirigido por Hajime Tabata. Esta é a primeira parceria entre a Square Enix e a Disney Interactive Media Group. Em 2007, no Tokyo Game Show, Nomura anunciou o projeto de três novos jogos para a série Kingdom Hearts Coded, Birth by Sleep e 358/2 Days.
A princípio, Tabata achou que o plano inicial era terrível, porém ainda interessante. A equipe de desenvolvimento planeja usar a tecnologia dos telefones celulares para facilitar a interação entre jogadores. O jogo está sendo produzido utilizando gráficos 2D e 3D, para que possa ser disponível para uma maior variedade de celulares. Na Jump Festa 2008, foi anunciado que Coded estaria disponível para telefones celulares FOMA e DoCoMo. Recentemente foi lançado o Re:Coded, adaptação do jogo de celular para o Nintendo DS. Re:Coded foi produzido e desenvolvido pela Square Enix, entretanto, o jogo não traz novidades a série, já que é um remake.